# Левханян Євген Аршакович
Євген Аршакович Левханян (нар. 31 липня 1907, Кизляр — пом. 26 березня 1964, Львів) — вірменський і український радянський художник театру і кіно, живописець; член Асоціації художників революції з 1929 року, співзасновник Львівського відділення Спілки радянських художників України у 1945 році. Батько художниці Марієти Левханян, Аделаїди Левханян, дід Євгена Карася.

## Біографія
Народився 18 [31] липня 1907 року в місті Кизлярі (нині Дагестан, Росія). 1927 року закінчив Астраханський художній технікум, де навчався у Павла Власова.
Упродовж 1929—1936 років працював сценографом Єреванського театру опери та балету. Одночасно, з 1935 року, обіймав посаду головного художника Єревана. У 1936—1941 роках мешкав в Орджонікідзе (нині Владикавказ). З вересня 1941 по 21 серпня 1945 року служив у Червоній армії. Брав участь у німецько-радянській війні. Був контужений. Після демобілізації жив у Львові. Помер у Львові 26 березня 1964 року. Похований у Львові на Личаківському цвинтарі.

## Творчість
У Єреванському театрі опери та балету оформив вистави
- «Хоробрий Назар» Ованеса Туманяна;
- «Наречена вогню» Джафара Джаббарли;
- «Намус» за однойменним романом Олександра Ширванзаде.

Як художник-постановник студії «Вірменфільм» оформив стрічки
- «Завжди напоготові!» (1930, режисери Амасі Мартиросян, Левон. Калантар);
- «Кім — черговий» (1930, режисер Амасі Мартиросян);
- «Перші промені» (1930, режисер Гаруш Бек-Назарян);
- «Під чорним крилом» (1930, режисер Патвакан Бархударян);
- «Дві ночі» (1932, режисери Патвакан Бархударян, С. Аревшатян);
- «Курди-єзиди» (1932, режисер Амасі Мартиросян);
- «Арут» (1933, режисер Павло Арманд);
- «Світ і тіні» (1933, режисер Іван Перестіані).

Автор живописних полотен на історичну тематику, пейзажів Кавказу, Києва та Львова, натюрмортів, портретів у реалістичному стилі. Серед робіт:
- «Степан Разін на Волзі» (1927);
- «Поет Коста Хетагуров» (1928);
- «Серго Орджонікідзе» (1930);
- «Караван-Сарай» (1932);
- «Олександр Пушкін на Кавказі» (1935);
- «Гуцули в гостях у кавказьких горян» (1947);
- «Стахановець Львівського склозаводу Арановський» (1950);
- «Герой Соціалістичної Праці Ганна Клюк» (1950);
- «Ельбрус» (1952);
- «Свято у горах» (1954);
- «Біля Бугу. Косів»;
- «Маки»;
- «Бузок»;
- «Казбек увечері»;
- «Гірський пейзаж. Карпати»;
- «За Львовом»;
- «Скирти. Закарпаття»;
- «Площа Богдана Хмельницького. Київ» (1958);
- «У саду» (1962);
- «Леся Українка на Кавказі» (1964);
- «Весна. Львів» (1964);
- «Тарас Шевченко» (1964, незаверша).

Брав участь в обласних, всеукраїнських мистецьких виставках з 1945 року. Персональні виставки відбулися у Єревані у 1961 році, Львові у 1965 році (посмертна).